# Hogna birabenae
Hogna birabenae är en spindelart som först beskrevs av Cândido Firmino de Mello-Leitão 1941.  
Hogna birabenae ingår i släktet Hogna och familjen vargspindlar. Inga underarter finns listade i Catalogue of Life.